# Giuseppe Lippi (atleta)
Giuseppe Lippi, detto Beppe (Firenze, 15 aprile 1904 – Firenze, 18 maggio 1978), è stato un mezzofondista italiano.

## Carriera
Grande amico di un altro personaggio importante dello sport italiano, Gino Bartali, ha vinto molte gare come podista nel periodo che va dagli anni venti fino al dopoguerra (attività agonistica dal 1921 al 1949), ed ha partecipato alle Olimpiadi 1932 e 1936.

## Record
- Record italiano nei 3000 m.
- Record italiano nei 5000 m.
- Record italiano nei 10000 m.
- Record italiano sui 9 km.
- Record italiano sulle 6 miglia
- Record italiano sulla 1/2 ora

## Palmarès
| Anno | Manifestazione | Sede   | Evento        | Risultato | Prestazione | Note  |
| ---- | -------------- | ------ | ------------- | --------- | ----------- | ----- |
| 1938 | Europei        | Parigi | 10000 m piani | 7º        | 31'51"6     | [ 1 ] |

Altri risultati
- 20 presenze con la maglia azzurra in incontri internazionali
- 2 partecipazioni olimpiche (Los Angeles 1932 - Berlino 1936)
- Numerosi titoli regionali e provinciali
- 80 vittorie in discipline olimpiche su pista su distanze dai 400m. ai 10000m.
- 90 vittorie in corse su percorsi stradali
- 40 vittorie in corse su percorsi campestri

## Campionati nazionali
Lippi vanta 22 titoli nazionali in carriera, 15 a livello individuale e 7 in gare di staffetta .
- 1 titolo nazionale nei 5000 m (1932)
- 2 titoli nazionali nei 10000 m (1938 e 1939)
- 5 titoli nazionali nei 3000 siepi (1933, 1935, 1936, 1940 e 1948)
- 7 titoli nazionali di corsa campestre (1925, 1927, 1928, 1929, 1930, 1937 e 1938)